# Хермес Трисмегист
Хермес Трисмегист (на гръцки: Ερμής ο Τρισμέγιστος, Хермес Триждивеликия; на латински: Mercurius ter Maximus) е синкретизъм на гръцкия бог Хермес и египетския Тот. В елинистичния Египет на бога Хермес бил даден като епитет гръцкото име на Тот. Той бил идентифициран и с Енох. Други подобни обединени богове са Серапис и Херманубис.

## Произход
Тот и Хермес били богове на писането и магията в съответните си култури. Така гръцкият бог - вестител на боговете бил комбиниран с египетския бог на мъдростта и станал покровител на астрологията и алхимията. В допълнение, двамата богове били психопомпи,т.е. водачи на душите в задгробния живот.
Мнозинството гърци, а по-късно и римляни, не приемали Хермес Трисмегист на мястото на Хермес. Двамата богове останали отделни един от друг. Цицерон отбелязал няколко индивида, отнасяни като „Хермес“:
Този, който е почитан от хората във Финеус (в Аркадия), се казва, че е убил Аргус и поради тази причина е отлетял към Египет и е дал на египтяните законите и азбуката им: той е този, който египтяните наричат Тейн (Тот).
Алхимичната литература, както съобщават най-старите текстове, прибавила към египетските занимания с викане на духове и оживяване на статуи елинистични писания на гръко-вавилонската астрология и най-новата развита практика на алхимията. В паралелна традиция, алхимическата философия осмислила и систематизирала религиозните култови практики и предложила на алхимика метод на лично издигане от ограниченията на физическото същество, което довело до объркване на алхимията с гностицизма. Това развил едновременно и Дан Меркур в „Сцени на възнесение в алхимичното прераждане“.
Като божествен извор на писането, Хермес Трисмегист бил признат с хиляди писания. „Тимей“ и „Критий“ на Платон съобщават, че в храма на Нейт в Саис имало тайни зали, съдържащи исторически записи, съхранявани 9000 години. Климент Александрийски получил впечатлението, че египтяните имали 42 тайни писания за Хермес, запазили цялото обучение на египетските жреци. Зигфрид Моренц в „Египетска религия“ предложил: „Референцията за авторството на Тот… е базирана на древна традиция; числото 42 вероятно идва от броя египетски номи и така води понятията за цялостност.“ Нео-платоническите писатели взели под внимание „42 съществени текста“ на Климент.
Така наречената „алхимична литература“, „херметика“, е система от писания, съдържащи заклинания и процедури за въвеждане. В диалога, наречен „Асклепий“ (по името на гръцкия бог на лечението), е описано изкуството за затваряне на душите на демоните или на ангелите в статуи с помощта на билки, скъпоценни камъни и аромати, както пише и за статуя, която може да говори и предвижда. В други текстове има рецепти за построяване на такива образи и оживяването им, има празни образи, така че да се загради магическо име, надписано на златен лист.

## Алхимическо възраждане
По време на Средновековието и Ренесанса, текстовете отнасяни към Хермес Трисмегист, познати като „Алхимия“, получили огромно доверие и били популярни сред алхимиците. „Алхимичната традиция“ поради това се отнася към алхимията, магията, астрологията и подобните предмети. Текстовете обикновено се различават в две категории – „философска“ и „техническа“ алхимия. Първите боравят главно с теми от философията и на последно място с магия, еликсири и алхимия. В другите има заклинания за магическа защита на обекти, оттук и произхода на термина „Алхимично подпечатан“.
Текстовете, които били традиционно написани в зората на историята, показал класическият учен Исак Казабон в „De Rebus sacris et ecclesiaticis exercitiones XVI“ (1614), чрез характера на гърците: повечето от “философското „Corpus Hermeticum“ може да бъде датирано около 300 г. сл. Хр.

## Окултната традиция
Модерните окултисти продължават да предполагат, че повечето от тези текстове може би са от фараонски произход и че „42-те основни текстове“, които съдържат основния труд от техните религиозни вярвания и философията на живота остават скрити в тайна библиотека.
В някои от писанията на Едгар Кейси, Хермес или Тот бил инженер от потопената Атлантида и построил, замислил или ръководил строежа на пирамидите в Египет.
Казва се също, че Заратустра се е преродил в Хермес Трисмегист а след това и в  Христос.Така Тримата влъхви са знаели и очаквали Рождество Христово.
В окултната традиция на Хермес Трисмегист се дават няколко съпруги и повече от един син, който взел името му, както и повече от един внук. Това повтаряне на фамилия и име през поколенията може би поне отчасти се отнася за легендата за неговото дълголетие, особено както се вярва, че много от децата му правели кариери като жреци в религията, която той започнал.

## Белетристични препратки
- В ролевите игри от „Светът на Мрака“ на Уайт Улф, Хермес Трисмегист се смята за откривателя на фракцията от магове, позната като „Ордена на Хермес“;

- Тристрам Шанди, известният главен герой на Лорънс Стърн, бил наречен „Трисмегист“ защото отблъсквал негативните обстоятелства на раждането си. Вместо това той бил наречен „Тристрам“, означаващо „тъжен“, „допълнително отежняващ бъдещето си“.